# Isla Quiebra
Isla Quiebra är en ö i Spanien.   Den ligger i provinsen Provincia da Coruña och regionen Galicien, i den nordvästra delen av landet, 500 km nordväst om huvudstaden Madrid. Arean är 0,13 kvadratkilometer.
Terrängen på Isla Quiebra är mycket platt.